# Nima Baha
Nima Baha (* 26. Juni 1996) ist ein iranischer Alpin- und Grasskiläufer. Er nahm an den Olympischen Jugend-Winterspielen 2012 teil und startete im Sommer 2012 erstmals im Grasski-Weltcup.

## Karriere
Baha stammt aus Karadsch und fuhr im Alpinen Skisport im Winter 2011/2012 mehrere FIS- und Juniorenrennen, vorwiegend in seinem Heimatland. Als einer von drei Iranern nahm er an den Olympischen Jugend-Winterspielen 2012 in Innsbruck teil, bei denen er mit Ergebnissen zwischen Rang 30 und 40 Platzierungen im hinteren Feld belegte. 2017 und 2021 startete zudem bei den Alpinen Skiweltmeisterschaften, wobei ein 42. Platz im Slalom seine beste Platzierung war.
Im Juli und August 2012 nahm Baha im iranischen Skiort Dizin erstmals an FIS- und Weltcuprennen im Grasski teil. Während bei den FIS-Rennen ein neunter Platz in der Super-Kombination sein bestes Resultat war, kam er im Weltcup-Riesenslalom auf Rang 18 und in den beiden Weltcup-Super-G auf Platz 22. Im Gesamtweltcup der Saison 2012 belegte er den 38. Rang.

## Erfolge Ski Alpin

### Weltmeisterschaften
- St. Moritz 2017: 52. Slalom, 71. Riesenslalom
- Cortina d’Ampezzo 2021: 42. Slalom

### Olympische Jugend-Winterspiele
- Innsbruck 2012: 30. Slalom, 31. Super-Kombination, 34. Riesenslalom, 39. Super-G

## Erfolge Grasski

### Weltcup
- 1 Platzierung unter den besten 20